# 京極村
京極村（きょうごくむら）は、京都府葛野郡に属していた村。村域は現在の京都市右京区のうち町名に西京極地域を冠する地域とおおむね一致するが、1957年（昭和32年）以降の土地区画整理事業において一部境界が変更されており完全には一致しない。

## 地理
- 河川：桂川、天神川

## 歴史
- 1889年（明治22年）
  - 4月 - 町村制の施行により、川勝寺村と郡村および徳大寺村の一部（桂川以東）の区域をもって京極村が発足する。
  - 7月 - 桂大橋架けかえ[2]
- 1906年（明治38年）
  - 1月 - 村長の湯川半左衛門らが企画し同年1月に竣工した御室川の治水工事を顕彰し、山陰街道を挟んだ村役場の向かいに御室川治水碑が建設される[3]。
  - 1月 - 近代的な桂大橋が架設される[2]。
- 1908年（明治40年） - 洪水により村内の桂川堤防（字郡の2ヶ所）が決壊し被害が発生した[4]。
- 1911年（明治43年） - 京極村信用購買組合（字川勝寺小字南方2番地）設立[5]。
- 1922年（大正11年）8月2日 - 京都都市計画区域が告示され、村域全体が都市計画区域となる[6]。
- 1924年（大正13年）3月 - 村役場に併設されていた京極尋常高等小学校が現校地に移転する。
- 1925年（大正14年）10月  - 花園村、西院村とともに京都市への編入希望を表明する。
- 1926年（大正15年） - 村内で倉敷染工が創業する。

- 1928年（昭和3年）

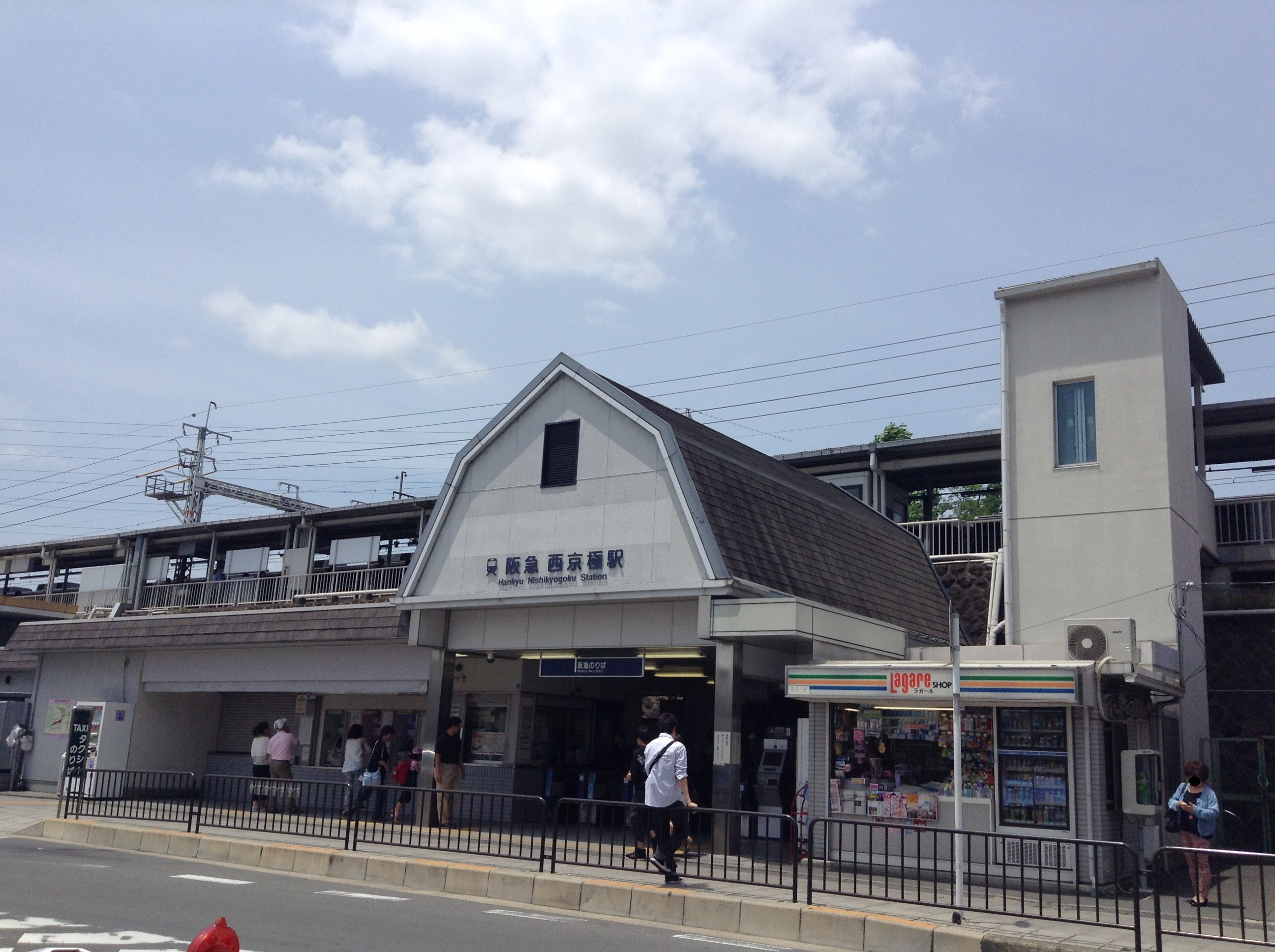
現在の西京極駅

  - 10月 - かけ替えにより現在の桂大橋が開通
  - 11月 - 新京阪鉄道が開通、西京極駅が新設される。
  - 日本クロス工業（現・ダイニック）が天神川工場を建設する。
- 1930年（昭和5年）12月 - 御成婚記念運動場起工[7]。
- 1931年（昭和6年）4月1日 - 川岡村・西院村・梅津村・桂村・松尾村・嵯峨町・太秦村・花園村・梅ケ畑村とともに京都市に編入。旧葛野郡の区域をもって右京区を新設し、同日京極村が廃止される。

## 行政

### 歴代村長
| 代 | 氏名         | 就任年月日               | 退任年月日               | 備考                      |
| -- | ------------ | ------------------------ | ------------------------ | ------------------------- |
| 初 | 廣田七郎兵衛 | 1889年（明治22年）4月1日 | （不明）                 | 1890年（明治23年）1月時点 |
| ～ |              |                          |                          |                           |
| ？ | 湯川半左衛門 | （不明）                 | （不明）                 | 1905年（明治38年）時点    |
| ～ |              |                          |                          |                           |
| ？ | 北尾牛兵衛   | （不明）                 | （不明）                 | 1916年（大正5年）時点     |
| ～ |              |                          |                          |                           |
| ？ | 北尾半兵衛   | 1925年（大正14年）       | （不明）                 |                           |
| ～ |              |                          |                          |                           |
| ？ | （不明）     | （不明）                 | 1931年（昭和6年）3月31日 |                           |

### 村役場
- 京極村役場 - 字川勝寺小字南方（現・西京極南方町2）

京都市に編入後、同所には右京区西京極吏員派出所が設置された。

## 交通

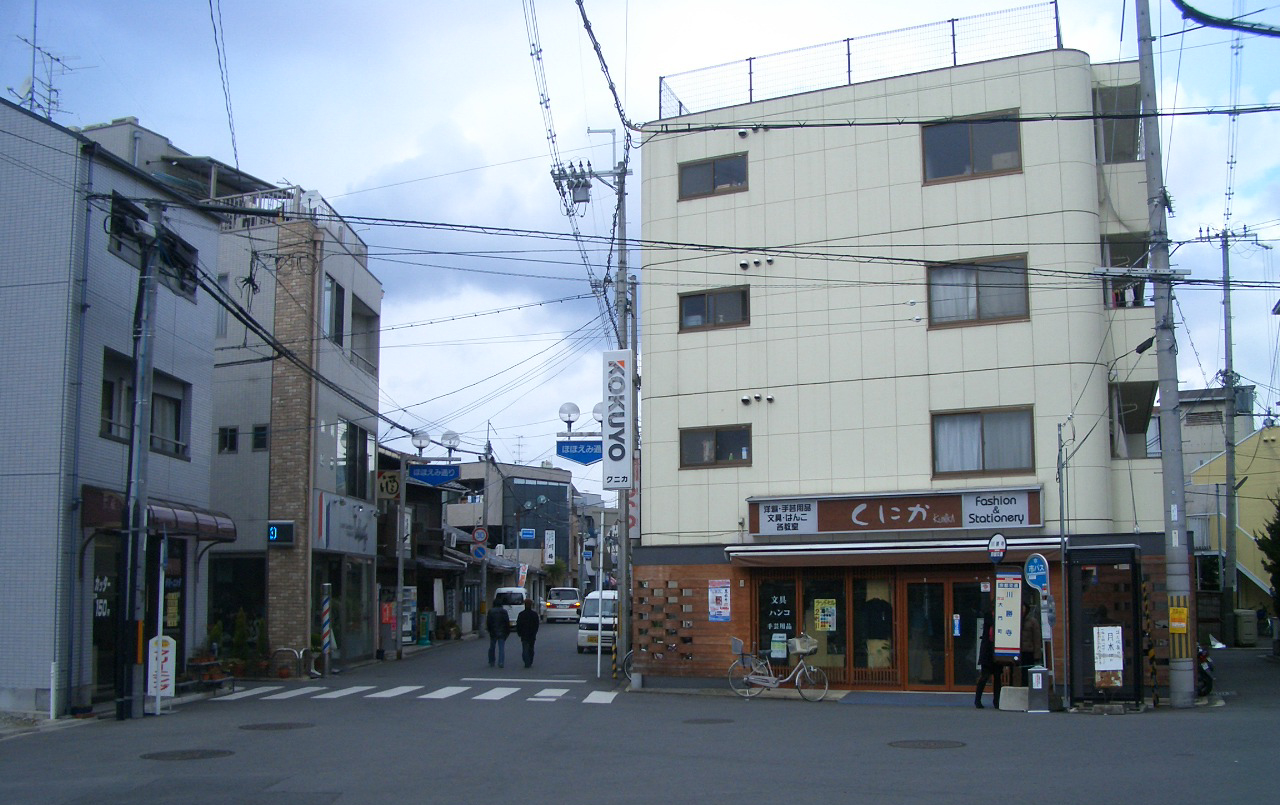
現在の山陰街道（川勝寺付近）

### 鉄道路線
- 京阪電気鉄道
  - 新京阪線（現・阪急京都本線）
    - 西京極駅

### 道路
- 山陰街道（七条通、桂大橋）

五条通や花屋町通、天神川通（周山街道）の村内区間は当時未開通であり、五条通の西大橋を含む桂バイパス区間は京都市編入後の1964年（昭和39年）併用開始である。

## 経済

### 工業
- 倉敷染工 - 字川勝寺小字大門1（現・西京極大門町）
- 日本クロス工業（現・ダイニック） 天神川工場 - 字川勝寺小字宮ノ東（現・西京極宮ノ東町）

## 教育
- 京極尋常高等小学校（現・京都市立西京極小学校） - 字川勝寺小字芝ノ下町31（現・西京極芝ノ下町）

京極村発足にあたり川勝寺小学校は京極村学校に改称、さらに1931年（昭和6年）京極尋常高等小学校に改称した。当初の校舎は村役場と併設されており、1924年（大正13年）に現在地に移転した。

## 観光

### 名所・旧跡
- 三宮神社（川勝寺三宮神社）
- 御成婚奉祝記念京都市運動場（現・京都市西京極総合運動公園）
- 御室川治水碑 - 山陰街道沿い、字川勝寺小字西川（現・西京極西川町）
- 京極村道路元標 - 山陰街道沿い、字川勝寺小字東9番地先（現・西京極東町）[11]

### 特産
- 桂瓜[12]

## 地域

### 小字一覧
- 字川勝寺（せんじょうじ）

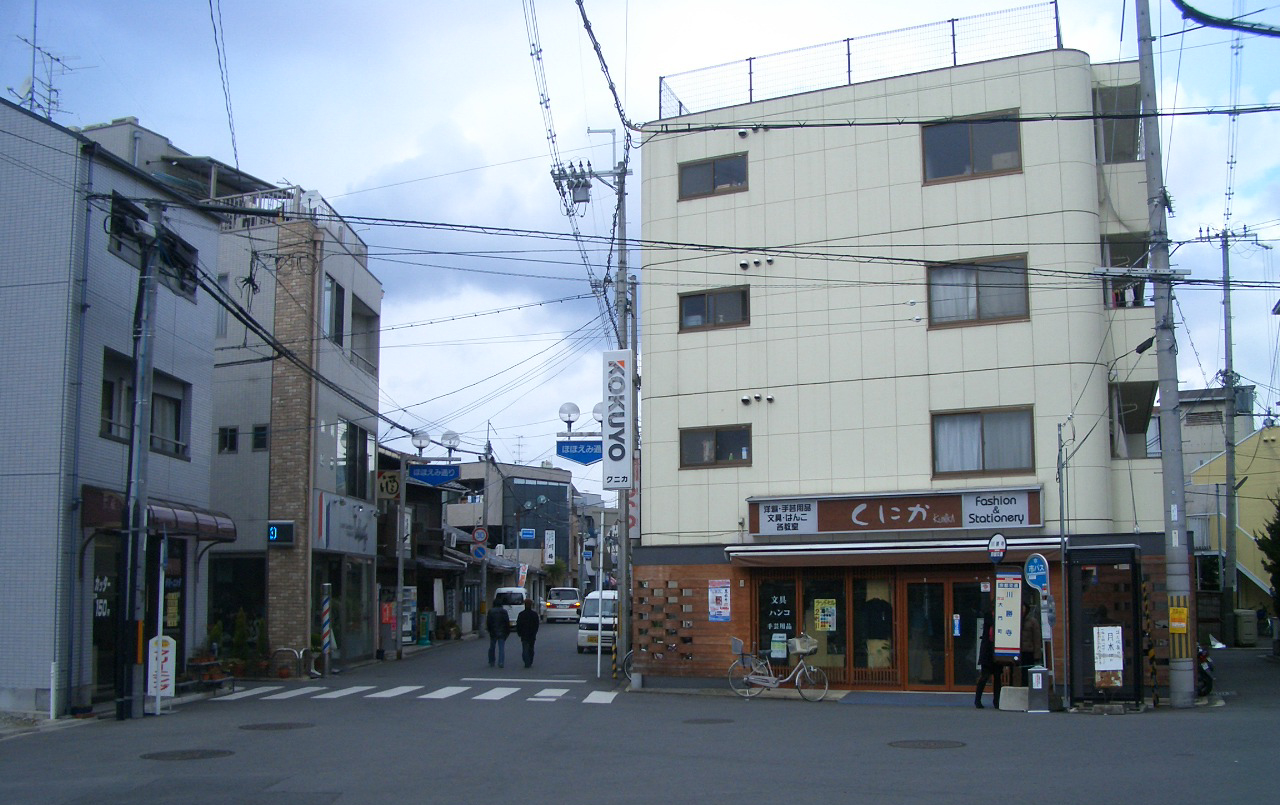
現在の川勝寺周辺

  - 堤・六條・池田・畸勝・町ノ坪・豆田・溝端・庄境・掛落・三反田・中溝・大門・宮ノ東・東・佃田・下澤・中澤・畑田・前田・中・北裏・南方・西川・芝ノ下・向河原・堤外・殿田・東側・籔開・火灯畑・走上リ・長町・四ツ池・樋ノ詰・白河原・籔ノ下・末廣・堤下・ 東中島・河原町・下河原・河原町裏・古濱

- 字郡（こおり）
  - 三反田・野田・南大入・新上坊・鍋澤・醍醐田・七反田・午塚・樋渡・猪馬場・六條・北堂ノ後・南堂ノ後・大波・芝土居・隅明・新田・辻堂・溝・濱ノ本・附洲・宮ノ後・北裏・五反田・平尻・北大入・四條繩手・淺代・大宮田・佃・二反田

- 字徳大寺（とくだいじ）
  - 團子田・西團子田